# 短編集 (太田裕美のアルバム)
『短編集』（たんぺんしゅう）は、1975年6月21日にリリースされた太田裕美の2枚目のスタジオ・アルバム。発売元はCBSソニー。

## 解説
2枚目のシングルA面曲「たんぽぽ」（1975年4月21日リリース）を含む全12曲を収録。
歌詞カードは松本隆の自筆による。オリジナルLP盤の帯のキャッチコピーは「愛の歓びと悲しみを綴る…」。

## 収録曲
- 構成・全作詞：松本隆、作曲：筒美京平（特記以外）、編曲：萩田光雄

A面
1. 白い封筒
2. 太陽がいっぱい
  - 同名の映画（ルネ・クレマン監督、1960年）がある。
3. やさしい翼
  - 作曲：萩田光雄
4. ねぇ……!
  - 作詞：松本隆・太田裕美、作曲：太田裕美
5. たんぽぽ
  - セカンド・シングル。
6. 回転木馬

B面
1. すれちがい
2. 妹
3. レモン・ティー
4. ピアニシモ・フォルテ
  - 作曲：萩田光雄
5. 紙ひこうき
6. 青い封筒

## 発売履歴
| 発売日         | レーベル           | 規格         | 規格品番  | 備考                                                     |
| -------------- | ------------------ | ------------ | --------- | -------------------------------------------------------- |
| 1975年6月21日  | CBSソニー          | LP           | SOLL-148  |                                                          |
| 1975年6月21日  | アポロン           | CT           | KSF-1073  |                                                          |
| 1978年3月21日  | CBSソニー          | LP           | 25AH-417  |                                                          |
| 1991年5月15日  | ソニーミュージック | CD           | SRCL-1811 | CD選書。                                                 |
| 2015年11月12日 | ソニーミュージック | Blu-spec CD2 | DQCL-574  | 廃盤タイトル復刻サービス「オーダーメイドファクトリー」。 |